# لاري دوبري
لاري دوبري (بالإنجليزية: Larry Dupree)‏ هو لاعب كرة قدم أمريكية أمريكي، ولد في 22 ديسمبر 1943 في مقاطعة بيكر في الولايات المتحدة، وتوفي في 15 يونيو 2014 في ماكليني في الولايات المتحدة.